# Partito Liberale dello Yukon
Il Partito Liberale dello Yukon (in inglese: Yukon Liberal Party, in francese: Parti libéral du Yukon) è un partito politico nel territorio dello Yukon, in Canada.
Sandy Silver, deputato dello Yukon per Klondike, è il leader del Partito Liberale dello Yukon e il Premier dello Yukon.

## Storia
Dopo vent'anni come partito minore, il Partito Liberale dello Yukon vinse le elezioni generali del 2000 e formò un governo sotto il premier Pat Duncan. Il governo, tuttavia, fu afflitto da defezioni e fu ridotto allo status di governo di minoranza. Duncan ha indetto le elezioni anticipate per novembre 2002 nella speranza di riconquistare il suo governo. Il partito è stato quasi completamente spazzato via dal Partito dello Yukon.
Il Partito Liberale è rimasto all'opposizione fino alle elezioni generali del 2016, dove il partito è passato dal terzo posto nella legislatura al governo di maggioranza con il suo leader, Sandy Silver, che è diventato Premier.

## Leader
| Nome                        | Leader         | Primo ministro |
| --------------------------- | -------------- | -------------- |
| Lan McKay                   | 1978-1981      | —              |
| Ron Veale                   | 1981-1984      | —              |
| Roger Coles                 | 1984-1986      | —              |
| Jim McLachlan               | 1986-1989      | —              |
| Paul Theriault (ad interim) | 1989-1992      | —              |
| Jack Cable                  | 1992-1995      | —              |
| Ken Taylor                  | 1995-1997      | —              |
| Jack Cable (ad interim)     | 1997-1998      | —              |
| Pat Duncan                  | 1998-2005      | 2000-2002      |
| Arthur Mitchell             | 2005-2011      | —              |
| Darius Elias (ad interim)   | 2011-2012      | —              |
| Sandy Silver                | 2012-in carica | 2016-in carica |